# Tulipán Ákos
Tulipán Ákos (Eger, 1990. november 16. –) magyar labdarúgó, jelenleg a Dorogi FC kapusa.